# Tameem Al-Muhaza
Tameem Al-Muhaza, né le 21 juillet 1996 au Qatar, est un joueur de football international qatarien, qui évolue au poste d’arrière gauche.

## Biographie

### Carrière en club
Il participe à la Ligue des champions d'Asie en 2018 avec le club d'Al-Gharafa.

### Carrière internationale
Avec les moins de 20 ans, il participe à la Coupe du monde des moins de 20 ans en 2015. Lors du mondial junior organisé en Nouvelle-Zélande, il joue deux matchs, contre le Portugal et le Sénégal. Avec un bilan de trois défaites en trois matchs, le Qatar ne dépasse pas le premier tour du mondial.
Avec les moins de 23 ans, il participe au championnat d'Asie des moins de 23 ans en janvier 2018. Lors de cette compétition, il officie comme titulaire et joue six matchs. Il se met en évidence en délivrant une passe décisive contre la Chine. Le Qatar se classe troisième du tournoi. Il dispute ensuite en juin 2018 les Jeux asiatiques (deux matchs joués).
Le 5 septembre 2017, il figure pour la première fois sur le banc des remplaçants de l'équipe nationale A, mais sans entrer en jeu, lors d'une rencontre face à la Chine. Ce match perdu sur le score de 1-2 rentre dans le cadre des éliminatoires du mondial 2018. Par la suite, en janvier 2019, il est retenu par le sélectionneur Félix Sánchez Bas afin de participer à la Coupe d'Asie des nations, organisée aux Émirats arabes unis, alors qu'il ne possède pourtant aucune sélection en équipe nationale. Lors de ce tournoi, il ne joue qu'une seule et unique minute, en demi-finale face au pays organisateur (victoire 4-0). Le Qatar remporte le tournoi en battant le Japon en finale, avec Tameem Al-Muhaza sur le banc des remplaçants.
Quelques mois plus tard, il participe à la Copa América, qui se déroule au Brésil. Lors de ce tournoi, il doit se contenter du banc des remplaçants. Avec un bilan d'un nul et deux défaites, le Qatar ne parvient pas à dépasser le premier tour.

## Palmarès

### En sélection
- Vainqueur de la Coupe d'Asie des nations en 2019 avec l'équipe du Qatar

### En club
- Vainqueur de la Coupe du Qatar en 2019 avec Al-Gharafa